# Gospođinci
Gospođinci (ćir.: Госпођинци, mađ.: Boldogasszonyfalva) su naselje u općini Žabalj u Južnobačkom okrugu u Vojvodini.

## Povijest
Selo se prvi put spominje 1413. 1764. se u Gospođince naseljavaju bivši subotički graničari. 1770. bilježi doseljenički val šokačkih Hrvata.
Izvori bilježe da su Nijemci krajem 19. st. u Gospođincima činili desetinu stanovništva i da je taj udio ostao do 1931. godine.
1942. je mađarska vojska sprovela raciju u selu, koja je rezultirala sa 67 mrtvih Južnih Slavena i 8 Židova.

## Stanovništvo
U naselju Gospođinci živi 3.896 stanovnika, od toga 3.029 punoljetnih stanovnika, a prosječna starost stanovništva iznosi 38,6 godina (37,4 kod muškaraca i 39,9 kod žena). U naselju ima 1.293 domaćinstavo, a prosječan broj članova po domaćinstvu je 3,01.
Prema popisu stanovništva iz 1991. godine u naselju je živjelo 3.553 stanovnika.
| Etnički sastav 2002. |            |        |
| Narod                | Stanovnika | %      |
| Srbi                 | 3.322      | 85,26% |
| Rusini               | 176        | 4,41%  |
| Romi                 | 151        | 3,87%  |
| Mađari               | 84         | 2,15%  |
| Ukrajinci            | 30         | 0,77%  |
| Jugoslaveni          | 25         | 0,64%  |
| Hrvati               | 17         | 0,43%  |
| Slovaci              | 13         | 0,33%  |
| Makedonci            | 8          | 0,20%  |
| ostali               | 12         | 0,29%  |
| nepoznato            | 9          | 0,23%  |

| broj stanovnika | 3239  | 3305  | 3705  | 3654  | 3817  | 3553  | 3896  |
|                 | 1948. | 1953. | 1961. | 1971. | 1981. | 1991. | 2001. |

## Vanjske poveznice
- Karte, udaljenonosti, vremenska prognoza  Arhivirana inačica izvorne stranice od 26. prosinca 2008. (Wayback Machine)
- Satelitska snimka naselja  Arhivirana inačica izvorne stranice od 18. veljače 2021. (Wayback Machine)
- Informacije o naselju